# Жункейра, Иван
Иван Жункейра (порт. Ivan Junqueira, 1934—2014) — португальский поэт, литературный критик, журналист.

## Биография
Учился на факультетах медицины и философии Федерального университета, курса не кончил. Занялся журналистикой, работал в газетах Tribuna da Imprensa, Correio da Manhã, Jornal do Brasil, O Globo, в различных издательствах, по преимуществу — энциклопедических (Barsa, Энциклопедия Британника и др.). Служил в Национальном фонде театрального искусства, изобразительного искусства, был помощником Рубена Фонсеки в Фонде Рио. Выступал как литературный критик в бразильской и зарубежной периодике. Издавал несколько журналов (Poesia Sempre и др.).
Переводил Ш.Бодлера, М.Пруста, Г. К.Честертона, Т. С.Элиота, Д.Томаса, М.Юрсенар, Х. Л.Борхеса.

## Поэзия
- Мёртвые/ Os Mortos. Rio de Janeiro: Atelier de Arte, 1964
- Três Meditações na Corda Lírica. Rio de Janeiro: Lós, 1977
- A Rainha Arcaica. Rio de Janeiro: Nova Fronteira, 1980 (Национальная премия по поэзии)
- Cinco Movimentos. Rio de Janeiro: Gastão de Holanda Editor, 1982
- O Grifo. Rio de Janeiro: Nova Fronteira, 1987
- A Sagração dos Ossos. Rio de Janeiro: Civilização Brasileira, 1994 (Премия Жабути, 1995)
- Poemas Reunidos. Rio de Janeiro: Record, 1999 (Премия Жоржи де Лимы, 2000)
- Os Melhores Poemas de Ivan Junqueira. São Paulo: Global, 2003
- Poesia Reunida. São Paulo: A Girafa, 2005 (финалист премии Жабути)
- O Tempo além do Tempo (antologia). Vila Nova de Falamicão: Edições Quase, 2007
- Другой берег/ O Outro Lado. Rio de Janeiro: Record:2007 (премия Жабути, 2008)

## Эссеистика
- Тень Орфея/ Sombra de Orfeu. Rio de Janeiro: Nórdica/ INL, 1984 (премия Бразильской академии литературы, 1985)
- Заклинатель змей/ O Encantador de Serpentes. Rio de Janeiro: Alhambra, 1987 (Национальная премия по эссеистике, 1985)
- Prosa Dispersa. Rio de Janeiro: Topbooks, 1991
- O Signo e a Sibila. Rio de Janeiro: Topbooks, 1993
- O Fio de Dédalo. Rio de Janeiro: Record, 1998 (премия Союза писателей Бразилии, 1999)
- Baudelaire, Eliot, Dylan Thomas: Três Visões da Modernidade. Rio de Janeiro: Record, 2000
- Ensaios Escolhidos. 2 vol. São Paulo: A Girafa, 2005
- Cinzas do Espólio. Rio de Janeiro: Record, 2009 (премия Жабути, 2010)

## Признание
Человек года, по оценке Бразильского союза писателей (1984). Член ПЕН-Центра Бразилии, Бразильской академии литературы. Лауреат Национальной премии по эссеистике (1985), премии Национальной библиотеки (1992), премии Жабути (1995, 2008, 2010) и др.